# Roland Berger (Hornist)
Roland Berger (* 16. Juni 1937 in Berlin) ist ein österreichischer Hornist.

## Leben
Der Sohn des Hornisten Hans Berger übersiedelte 1943 mit seiner Familie nach Pörtschach, wo er bis 1945 lebte. Ab 1946 wohnte er in Wien, wo er Mitglied der Wiener Sängerknaben wurde. Gleichzeitig bekam er Unterricht in Klavier. Mit 11 Jahren hatte er drei Jahre lang Unterricht am Schlagzeug. Ab 1951 bekam er Unterricht am Horn bei Gottfried von Freiberg und war von 1952 bis 1953 Schlagzeuger am Stadttheater St. Pölten.
Bereits 1953 sammelte er Orchestererfahrung an der Wiener Volksoper, wo er am 3. und 4. Horn als Substituent angestellt war. 1955 bekam er eine Stelle an der Wiener Staatsoper als 3. Hornist. 1961 wurde Berger als Mitglied bei den Wiener Philharmonikern aufgenommen, wo er bis 1984 die Stelle des Solohornisten innehatte, danach wechselte er erneut auf das 3. Horn bis zu seinem Ausscheiden 1993.
Als Hornpädagoge war Berger ab 1984 Professor für Horn an der Universität für Musik und darstellende Kunst Wien. Er hatte diese Stelle bis 2005 inne. Schüler von Roland Berger waren unter anderen Ronald Janezic, Thomas Jöbstl, Sebastian Mayr, Josef Reif, Martin Bramböck, Lars Michael Stransky und Wolfgang Vladar.

## Diskografie (Auszug)
- 1981: Konrad Musalek, Kurt Anton Hüber – Horn und Tuba: Roland Berger (Wagnertuba), Roland Horvath (Horn), Aricord (A-18807)[1]